# Khatauli Rural
Khatauli Rural là một thị trấn thống kê (census town) của quận Muzaffarnagar thuộc bang Uttar Pradesh, Ấn Độ.

## Nhân khẩu
Theo điều tra dân số năm 2001 của Ấn Độ, Khatauli Rural có dân số 10.737 người. Phái nam chiếm 53% tổng số dân và phái nữ chiếm 47%. Khatauli Rural có tỷ lệ 48% biết đọc biết viết, thấp hơn tỷ lệ trung bình toàn quốc là 59,5%: tỷ lệ cho phái nam là 57%, và tỷ lệ cho phái nữ là 37%. Tại Khatauli Rural, 21% dân số nhỏ hơn 6 tuổi.